# Prionus murzini
Prionus murzini är en skalbaggsart som beskrevs av Alain Drumont och Komiya 2006. Prionus murzini ingår i släktet Prionus och familjen långhorningar. Inga underarter finns listade i Catalogue of Life.